# Rovelló (sèrie d'animació)
Rovelló és una sèrie d'animació catalana d'Antoni D'Ocon, basada en la novel·la infantil de Josep Vallverdú Rovelló. Fou coproduïda per D'Ocon Films, Editorial La Galera i Televisió de Catalunya, dirigida per Antoni D'Ocon i amb guió de Josep Penya, Ramon Herrero, Antoni Babia i Antoni D'Ocon. La sèrie fou estrenada l'1 de novembre de 2000 pel Canal 33, reemetent-se posteriorment pel K3 i el canal Super3 en diverses ocasions. També s'ha emés al programa Babalà Club, a Punt 2, amb doblatge valencià. Està formada per tres temporades i 105 episodis. També se'n van fer 6 pel·lícules.
Internacionalment, la sèrie és coneguda amb el nom de Scruff i fou distribuïda en anglès per la companyia BKN.

## Argument
Basada en la novel·la infantil de Josep Vallverdú, en Rovelló és un gosset menut, ingenu i confiat, però amb moltes ganes d'aprendre coses noves, buscar bolets i fer tombarelles. Trobat per en Llisot, després que els seus primers amos el perdessin al camp, finalment l'adoptarà i se l'emportarà a la seva granja on hi viu amb el seu oncle Pauet i la seva tieta Nyera.
Batejat com Rovelló per la seva habilitat per trobar bolets, conviurà amb els diferents animals de la granja i la seva nova família, la gossa Sanda i el gos Mullat. Amb el temps aprendrà a conèixer millor la vida en la granja, el bestiar, els animals del bosc, etc.

## Personatges

### Rovelló
En Rovelló és un gosset innocent, que es refia de tothom, que li agrada fer tombarelles i buscar bolets. Un bon dia els seus amos el van perdre i el va trobar en Llisot, que es converteix en el seu company inseparable. A la granja, els animals no sabran ben bé què fer del Rovelló: no serveix per a la caça, no serveix per vigilar, etc.; però, de mica en mica, aniran descobrint-li una sèrie d'habilitats.

### Llisot
En Llisot és un noi molt inquiet i trempat, que li encanten els bolets. Troba en Rovelló després que els seus anteriors amos el perdessin el dia anterior al camp, anirà descobrint la facilitat que té el gosset per trobar bolets i per això el bateja com a Rovelló.

### Oncle Pauet
L'oncle d'en Llisot i marit de la tia Nyera. És un senyor gran que encara treballa la terra de la manera tradicional, i això fa que li costi guanyar-se les garrofes. En Rovelló, però, aprofitant les seves habilitats, l'ajuda a tirar endavant. A més de fer de pagès, la seva gran passió és la cacera.

### Tia Nyera
La tia d'en Llisot i muller de l'oncle Pauet. Esbronca sovint en Rovelló perquè vol ser el centre de totes les mirades, amb el temps aprendrà a fer-li cas.

### Guitarra
És una puça vella i amb molta experiència que comparteix amb en Rovelló. El nom li ve que quan en Rovelló es grata sembla que toqui la guitarra. Conviu amb ell des del primer dia que es va col·locar damunt d'ell. Abans vivia damunt d'en Mullat i de la Sanda.